# 新月橋
新月橋是臺灣一座跨越大漢溪的非車輛行走橋樑，於2014年5月17日開通。位於新北市板橋區與新莊區，兩端銜接板橋區環河西路及新莊區瓊林路，是一休閒橋梁。
新月橋位於新海橋上游約500公尺，為台灣最長的雙跨距鋼拱橋，專供行人與自行車通行與休憩。兩端連結板橋435藝文特區與新莊老街，橋上有4座觀景休憩平台，以及長達60公尺，由透明玻璃橋面組成的「天空步道」；拱高25m及50m，長度300m（100m及200m）。

## 特色
形似雙新月，夜晚會散發出七彩顏色，設有四休憩平台，分別為曲之藝、光之影、水之舞及風之律。不僅可讓自行車騎士休息，也能使行人聊天。與淡水區自行車步道同樣為淡水河曼哈頓計畫。

## 附近設施

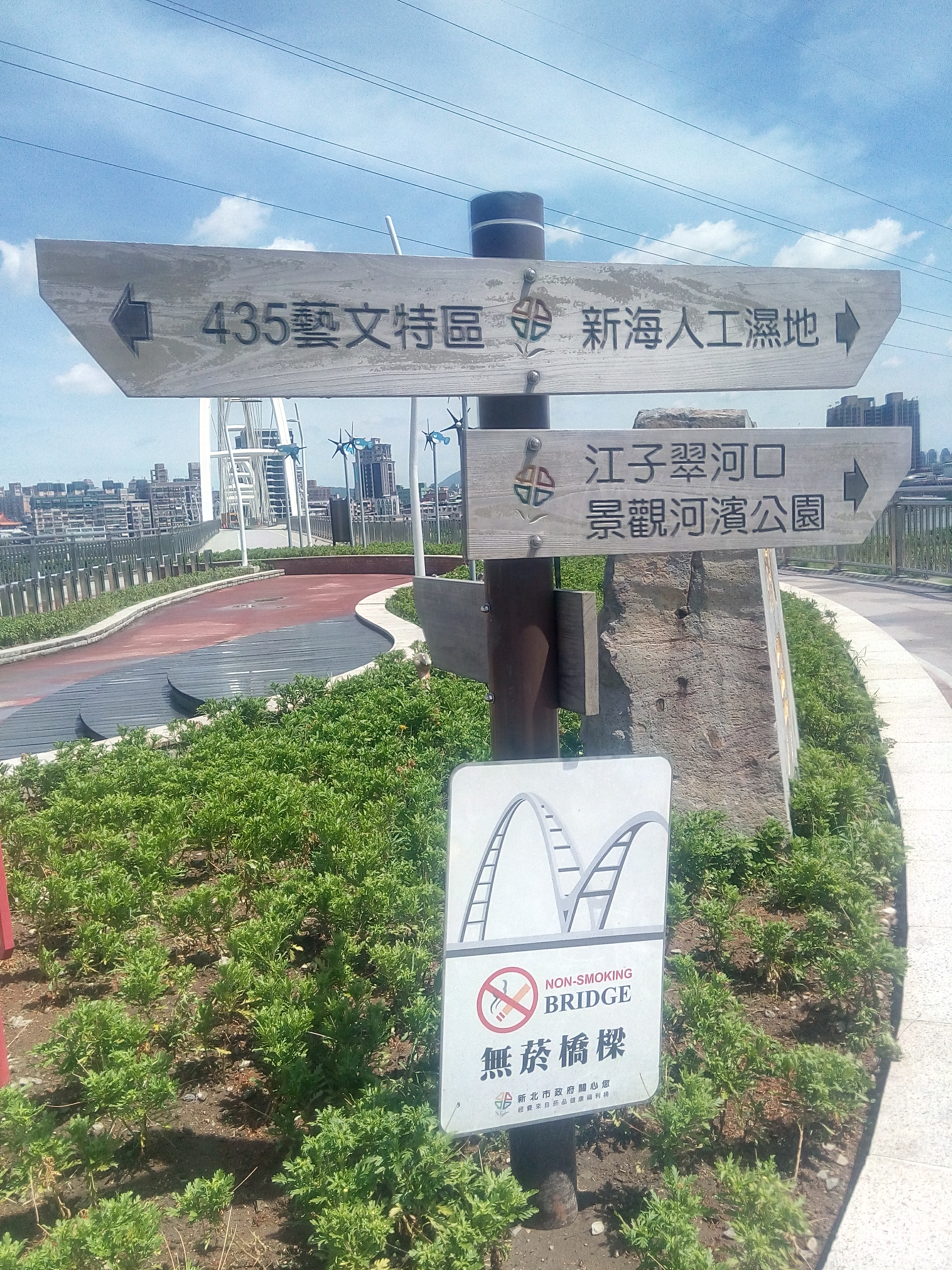
新月橋指示牌2
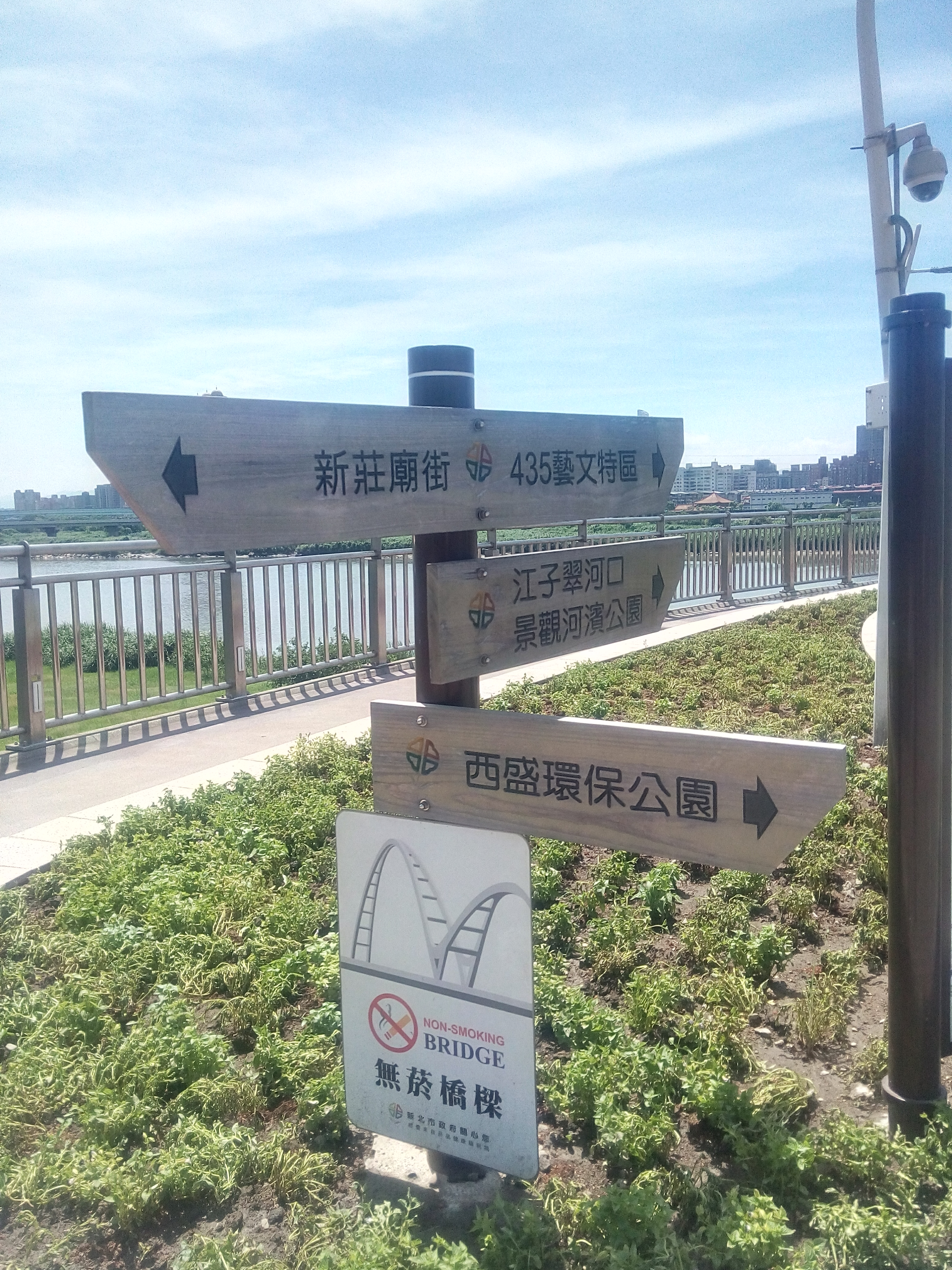
新月橋指示牌

- 林家花園
- 府中商圈
- 435藝文特區
- 江子翠河口景觀河濱公園
- 新海人工濕地
- 新莊老街
- 西盛環保公園
- 新月橋自行車租借站

- 新月橋指示牌2
- 新月橋指示牌

## 圖集

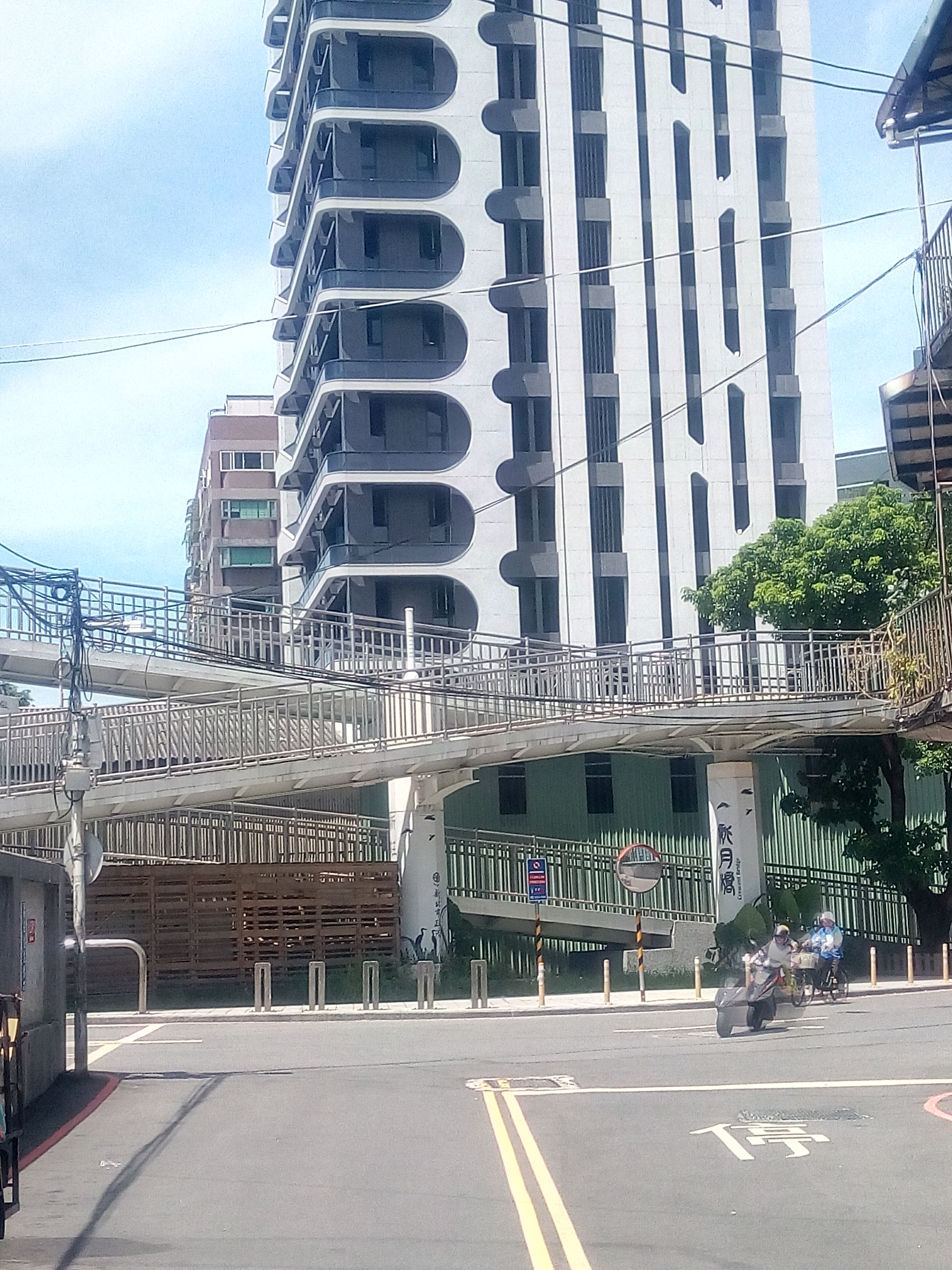
新月橋自行車引道
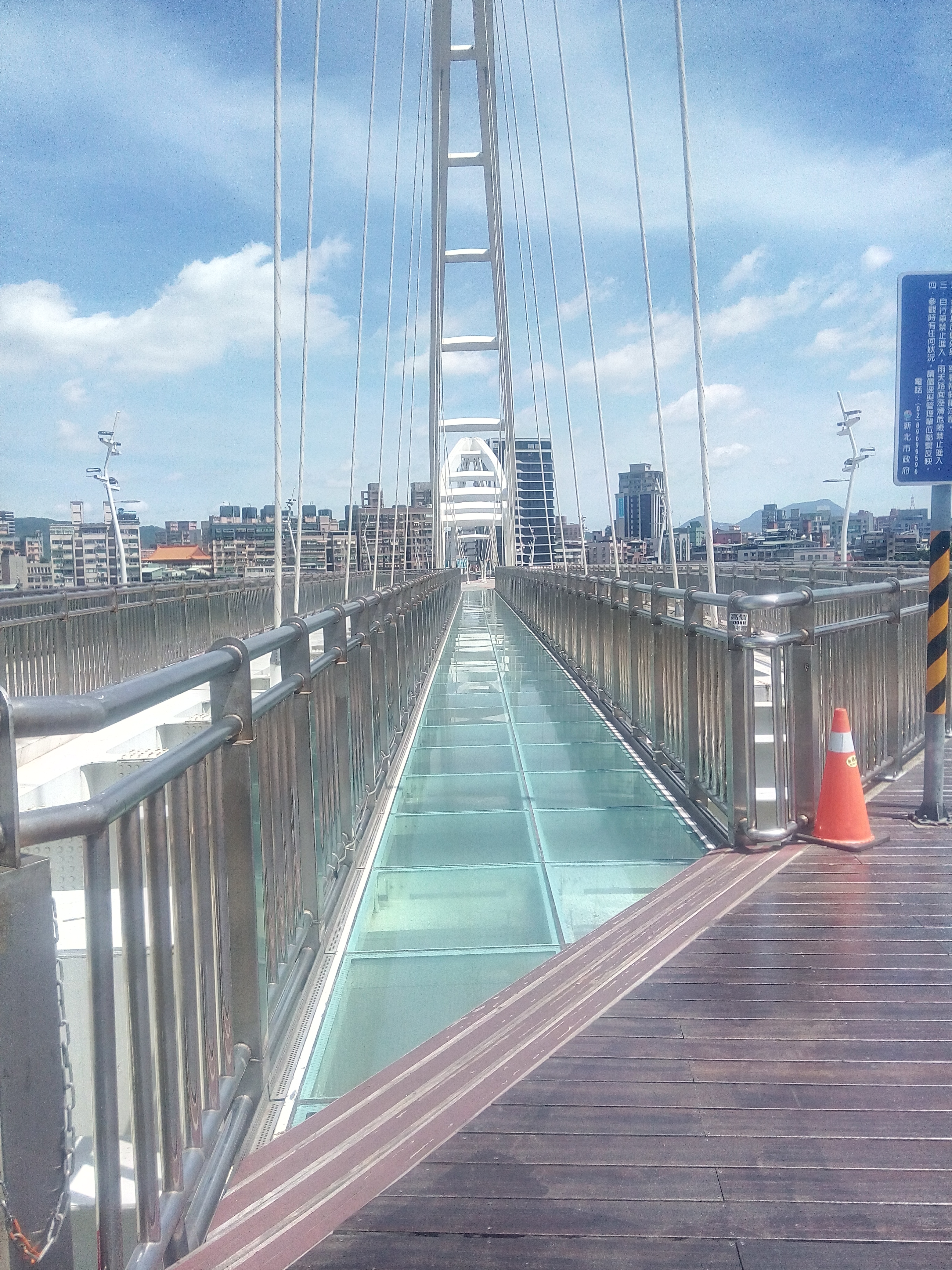
新月橋-天空步道
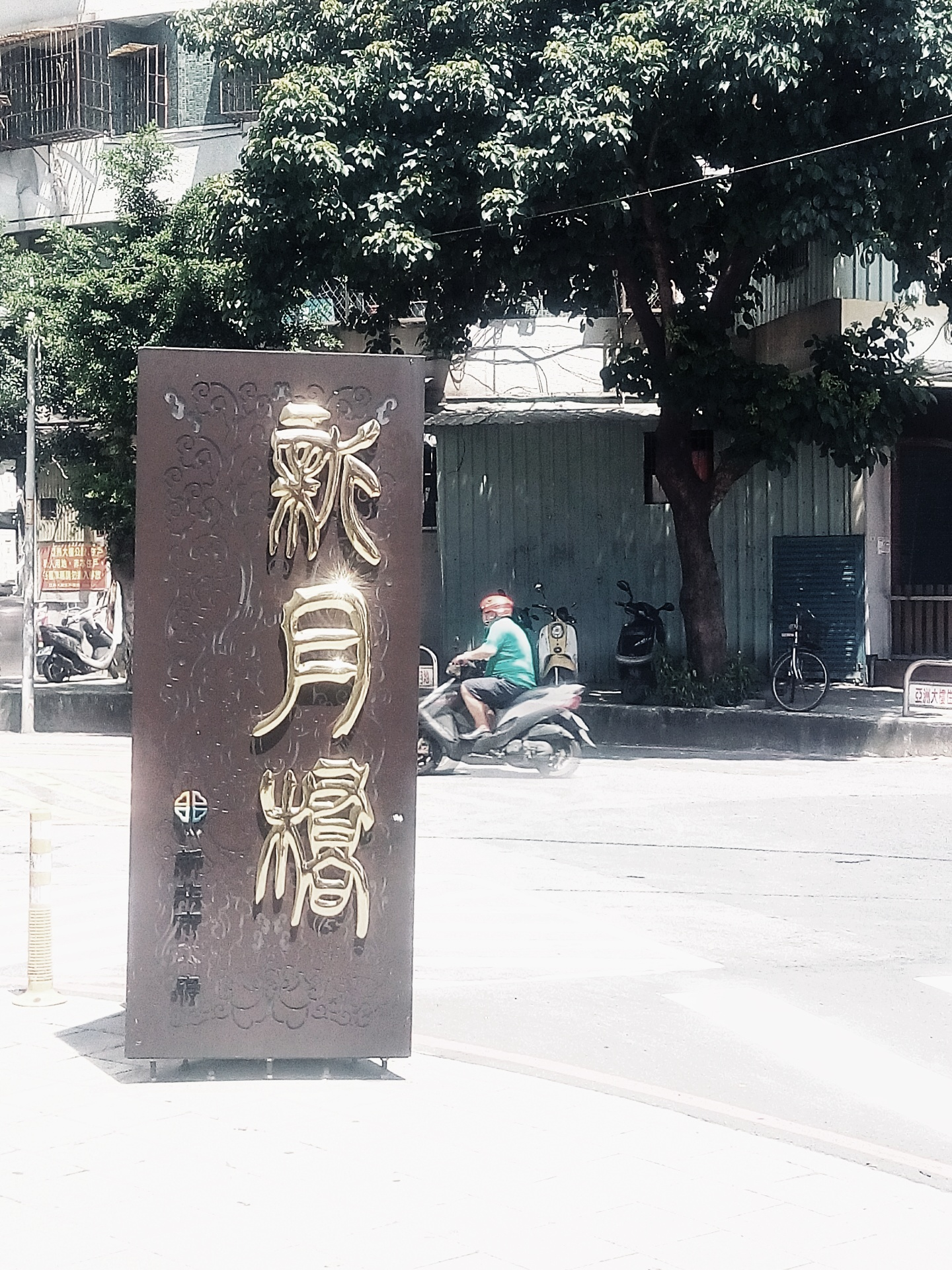
新月橋入口碑
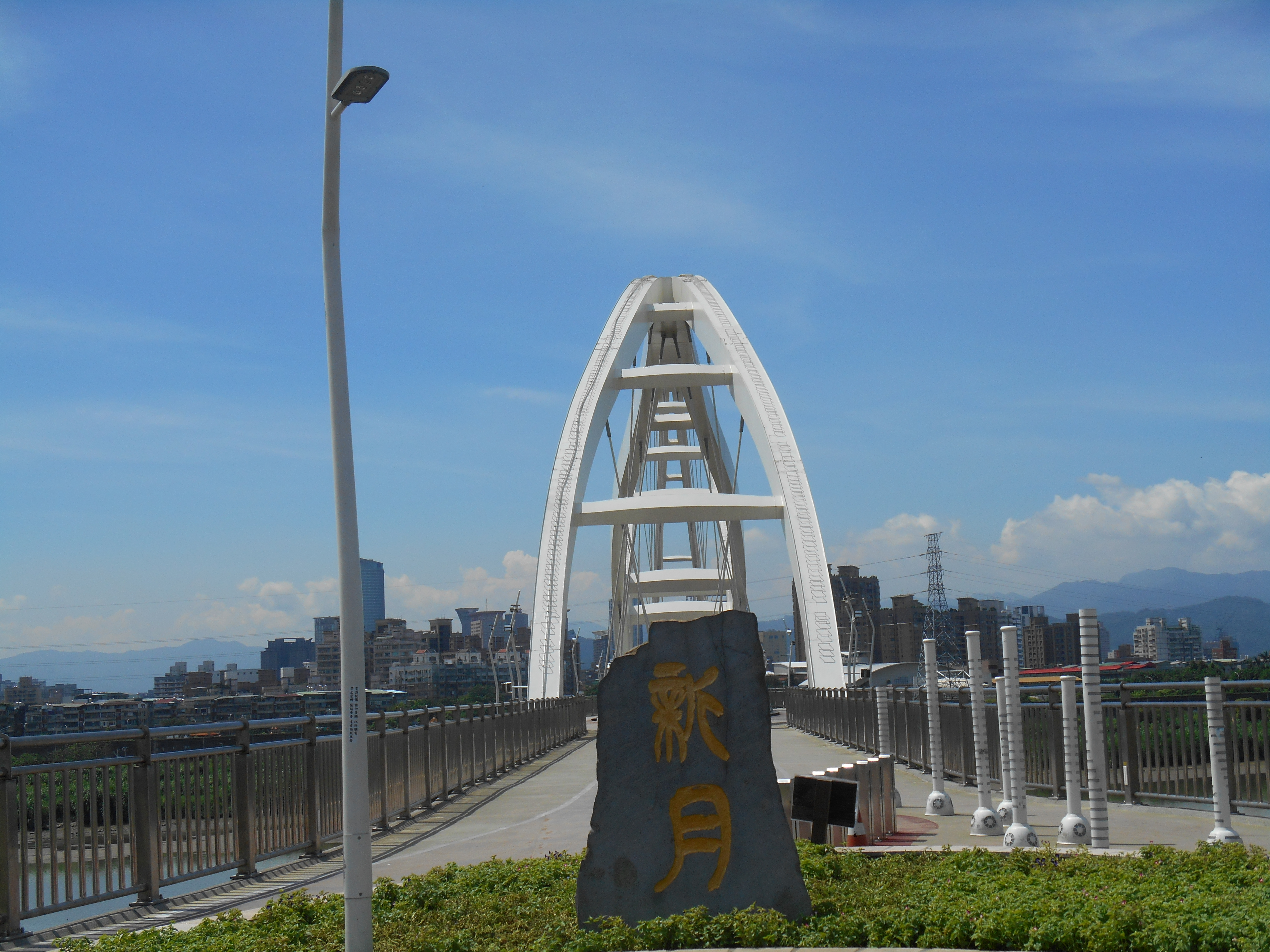
新月橋入口碑2
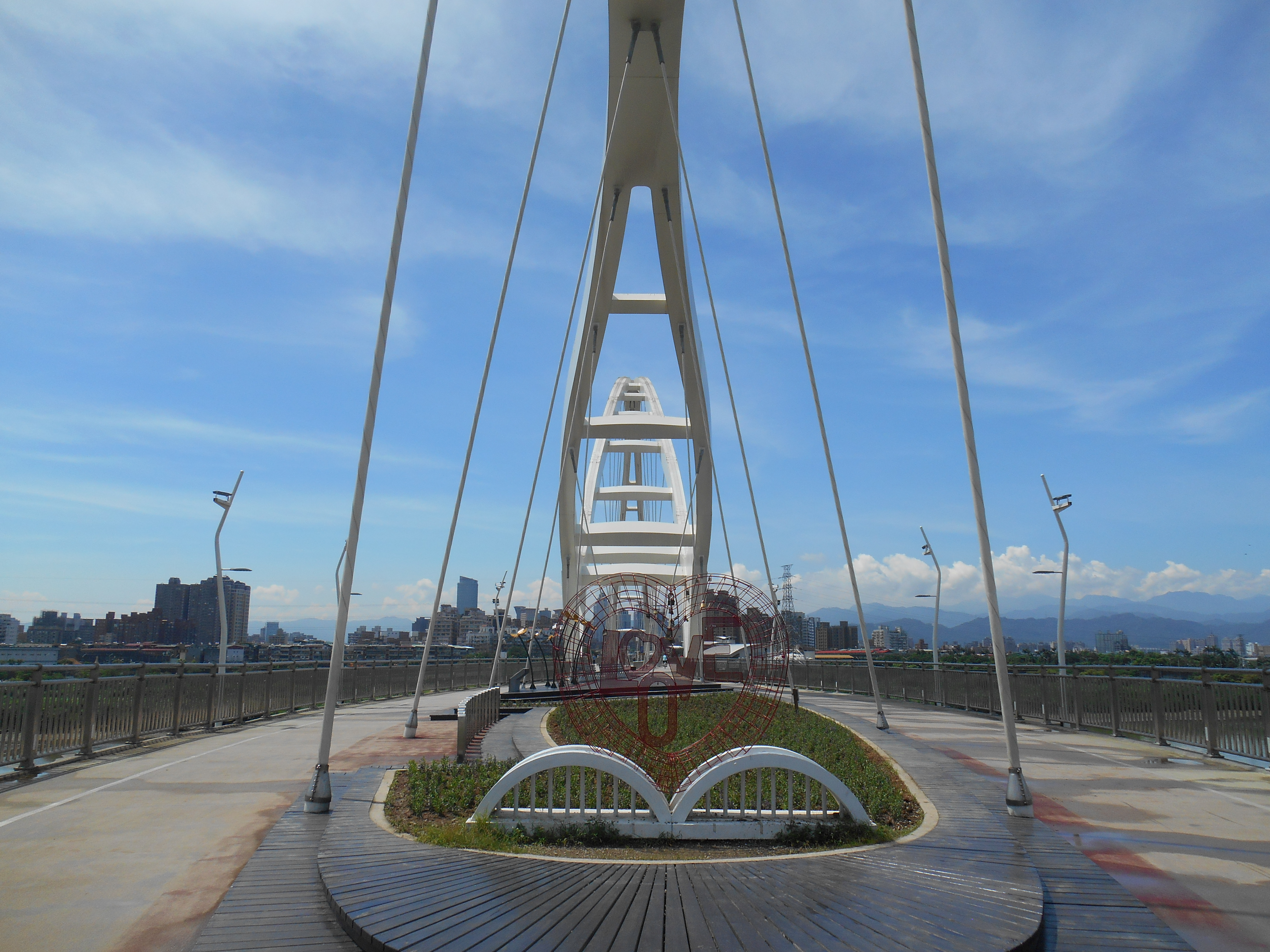
新月橋心型
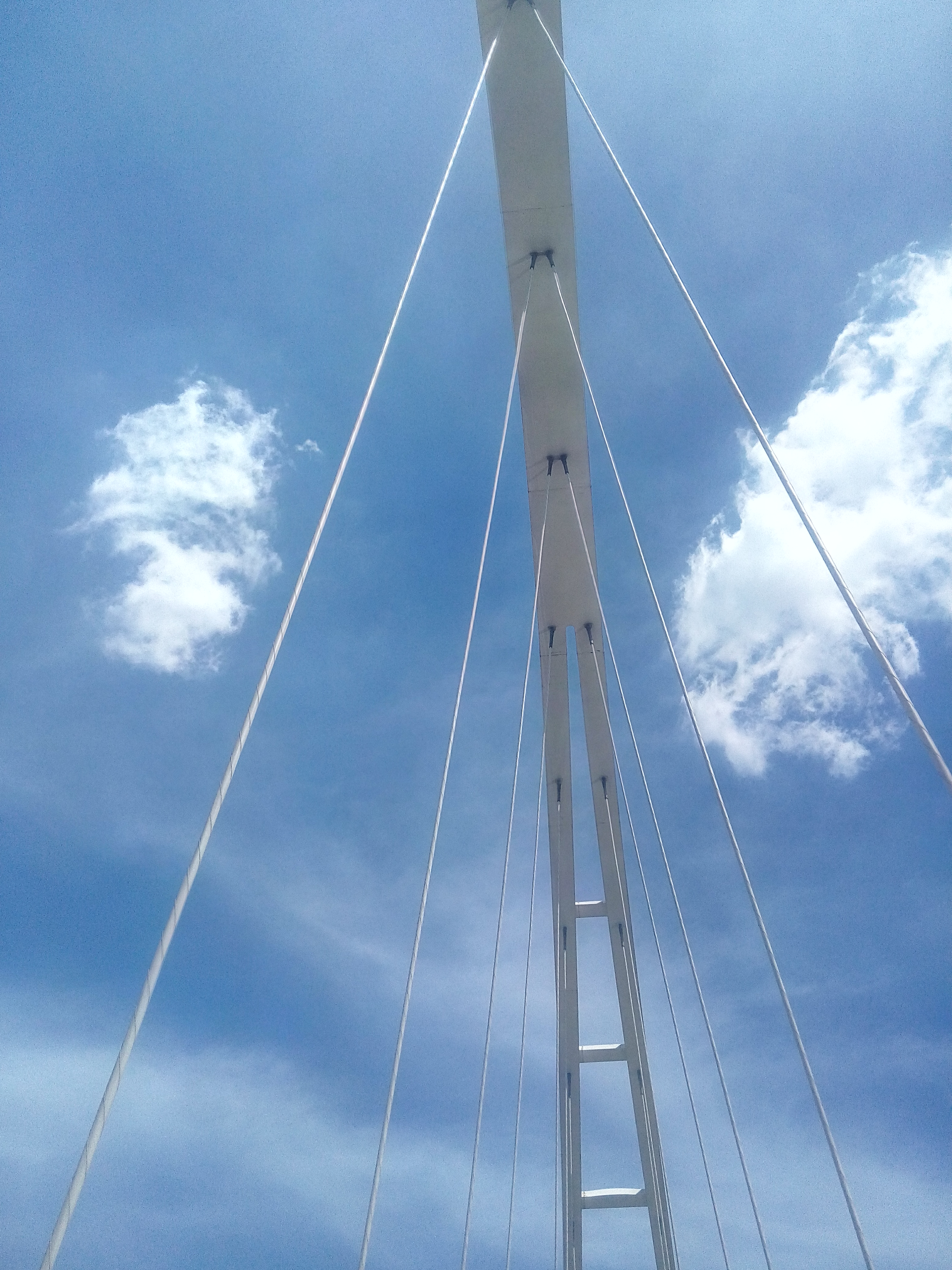
新月橋橋頂
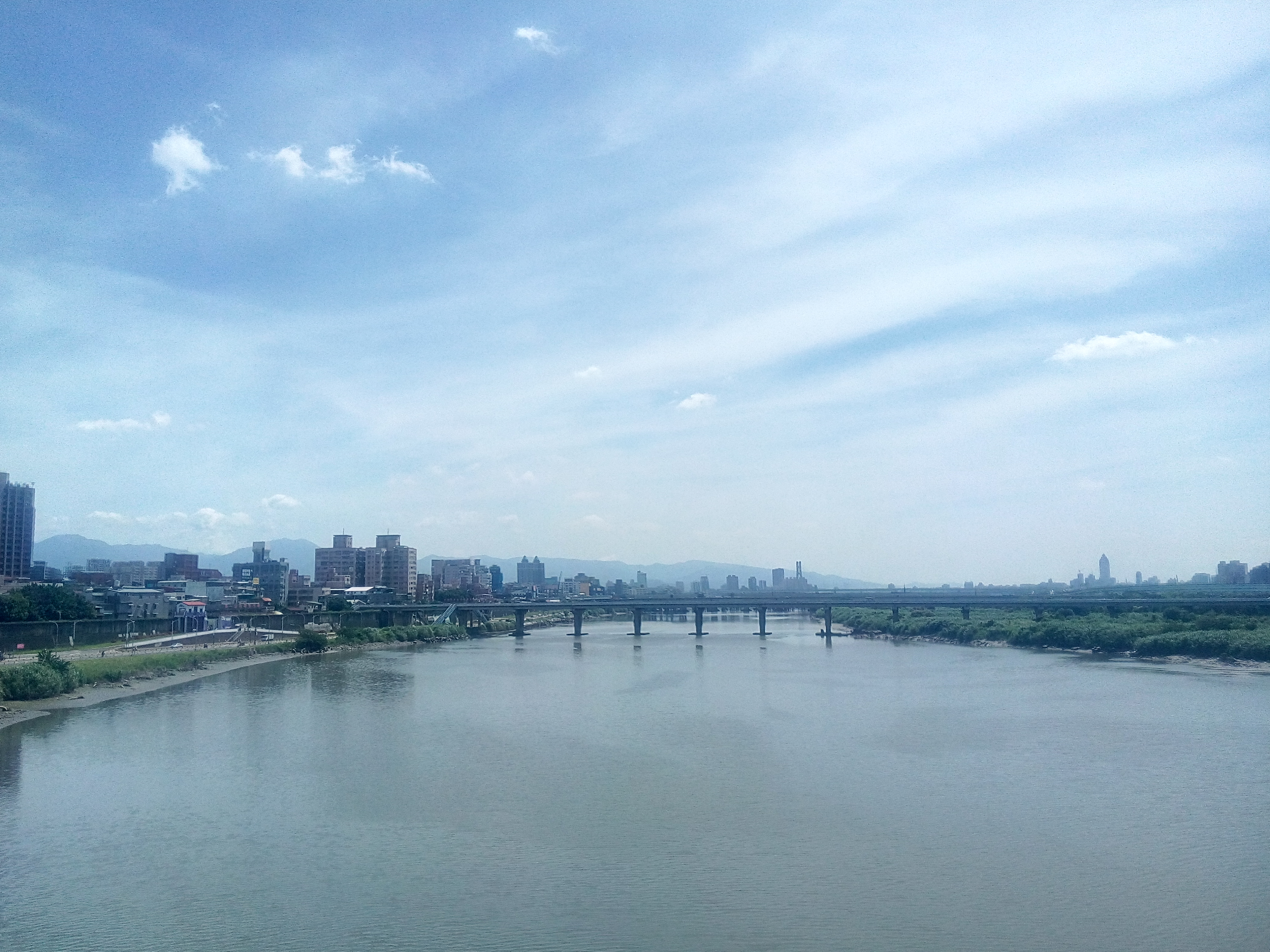
新月橋上拍攝新海橋
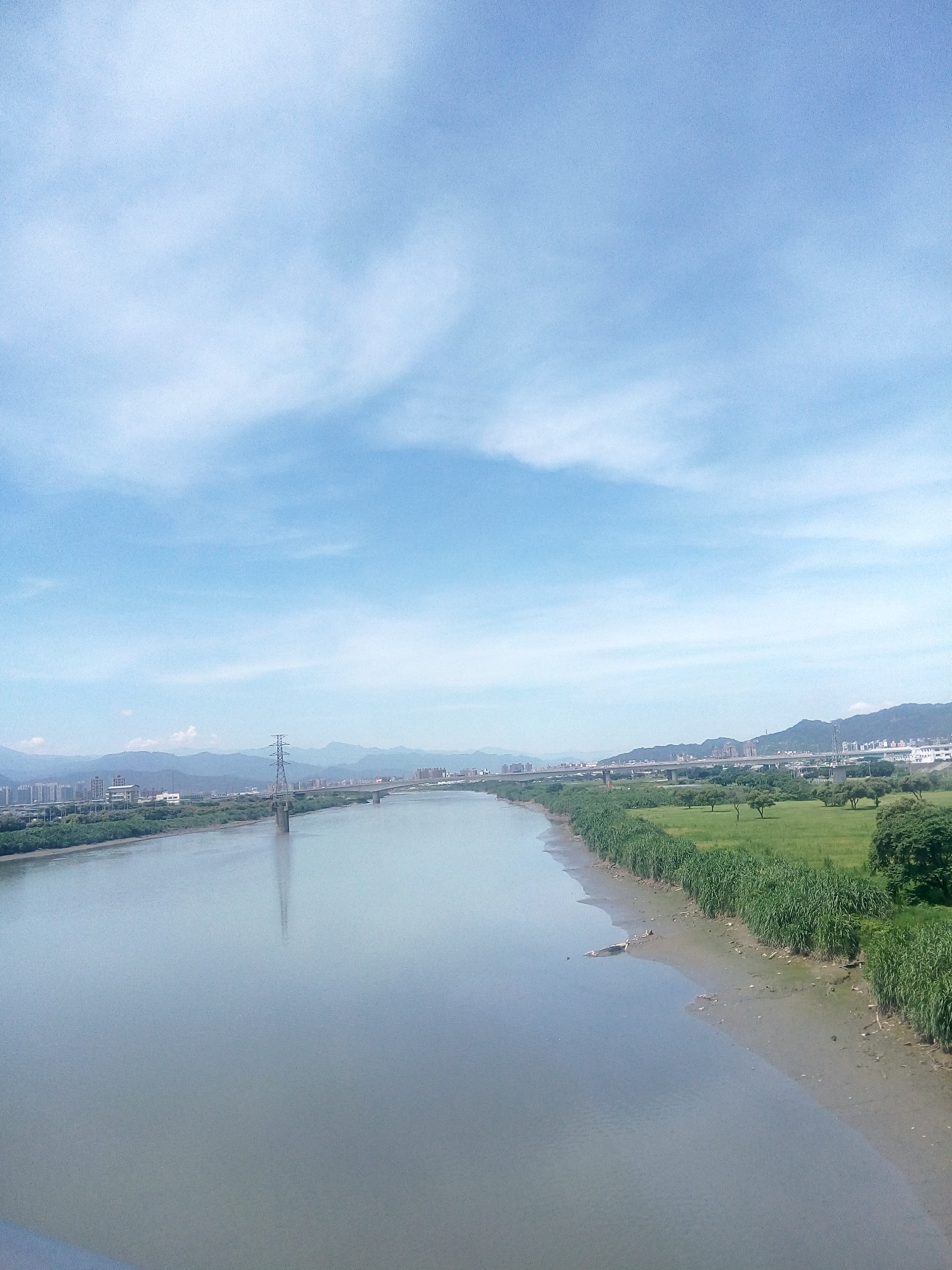
新月橋上拍攝新北市特二號快速道路
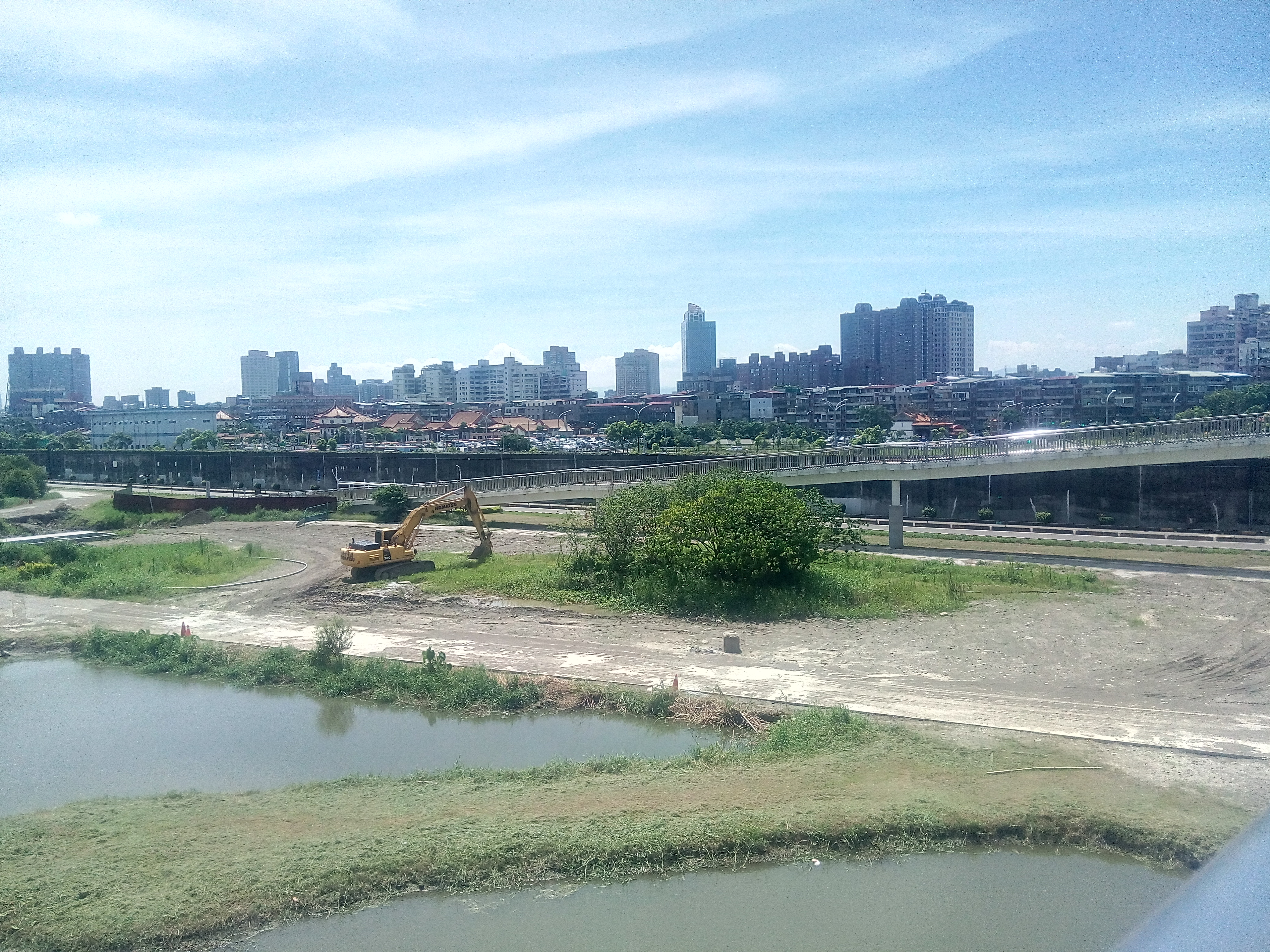
新月橋開挖河岸林地
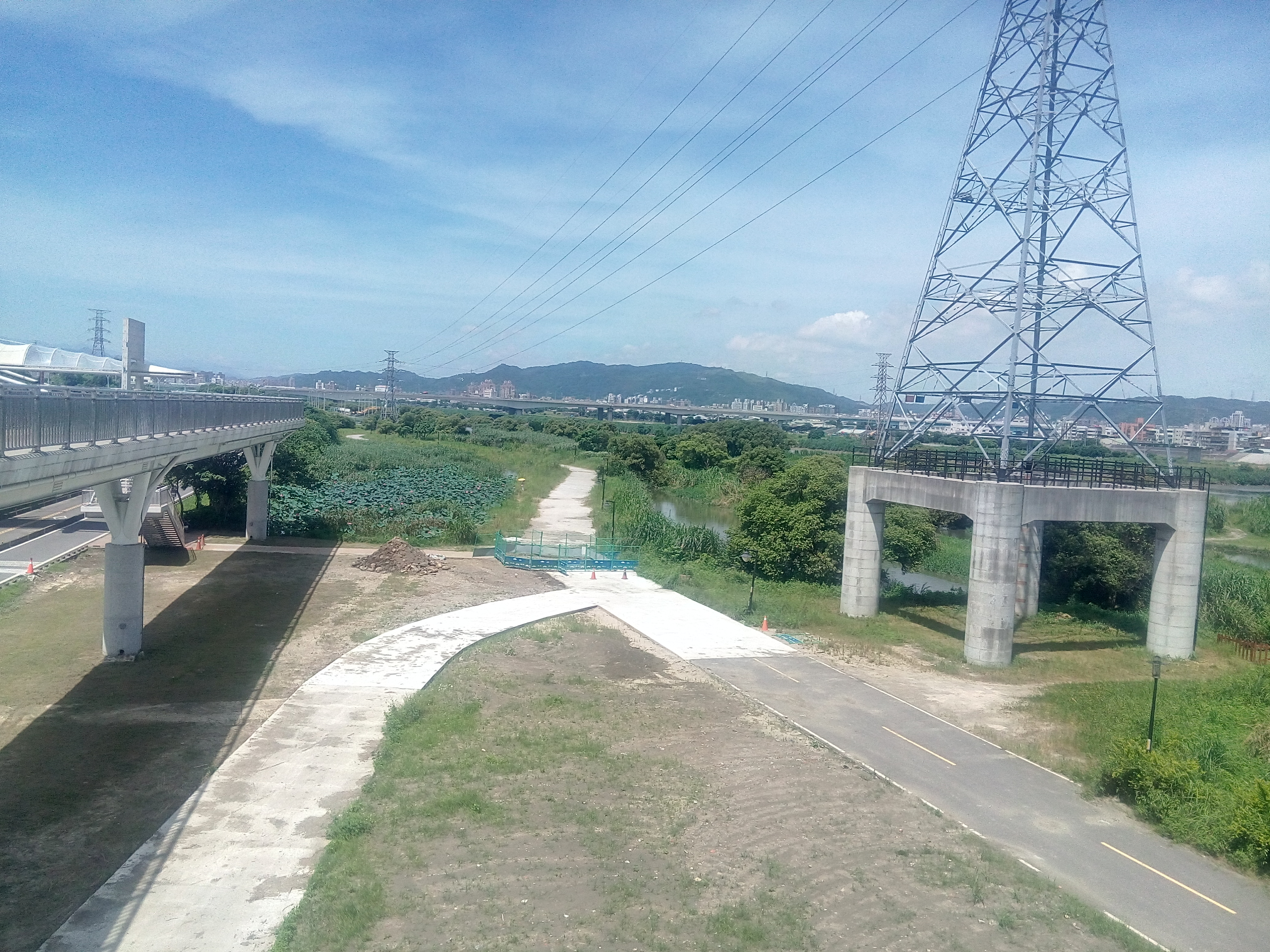
新月橋開挖河岸林地

## 交通

### 板橋向
- 786、810：新海抽水站、名來新城（中正路）
- Youbike 1.0：板橋國中（新月一街）

### 新莊向
- Youbike 1.0：新月橋站（碧江街）

## 參照
1. ↑  .   [2016-06-18]. （原始内容存档于2020-01-30）.
2. ↑  .   [2016-06-18]. （原始内容存档于2016-09-16）.
3. ↑  .   [2016-06-18]. （原始内容存档于2016-09-16）.
4. ↑  新北旅遊網 的存檔，存档日期2016-07-24.